# Dalton Hall
Dalton Hall est une maison de campagne géorgienne classée grade II * à Dalton Holme, dans le Yorkshire de l'Est, en Angleterre.
Elle est construite en brique grise avec un parement en pierre et un toit en ardoise. Le bloc principal est construit sur trois étages avec une façade à cinq travées et des ailes flanquantes à un étage reliées à des pavillons à un et deux étages .

## Histoire

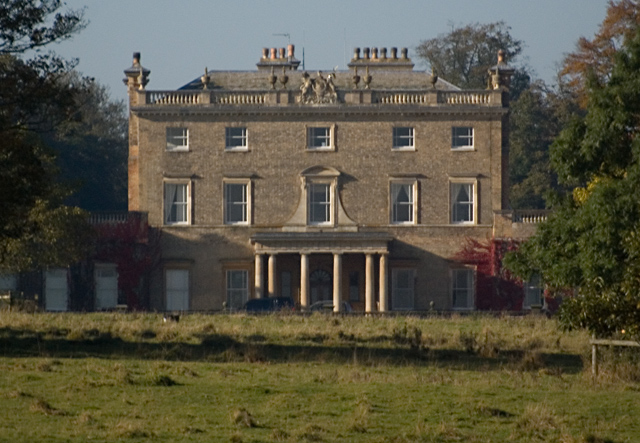
Salle Dalton

La famille Hotham acquiert l'ancien manoir qui se trouve à l'est de l'actuel manoir à la fin du XVIIe siècle. John Hotham est créé 1er baronnet Hotham de Scorborough en 1622 et est haut shérif du Yorkshire pour 1634. La maison actuelle est construite entre 1771 et 1775 par Thomas Atkinson d'York pour Charles Hotham-Thompson (8e baronnet). En 1797, Sir William Hotham, 11e baronnet, est élevé à la pairie irlandaise en tant que 1er baron Hotham. Beaumont Hotham (3e baron Hotham) est un général de l'armée britannique qui combat à Salamanque, Vitoria et Waterloo. Il est député de Leominster de 1820 à 1841 et de l'East Riding of Yorkshire de 1841 à 1868.
Le bâtiment est ensuite remodelé en 1872-1877 par Payne & Talbot de Birmingham pour le 5e baron Hotham, impliquant l'ajout de balustrades et le remplacement du porche d'entrée est d'Atkinson par une colonnade .
En 1954-1945, un nouveau remodelage approfondi du manoir a lieu pendant le mandat du 8e baron. La maison est toujours occupée par la famille Hotham.